# یک روز قبل
یک روز قبل نام سریالی ایرانی یه کارگردانی صادق کرمیار است که در بهار و تابستان ۱۳۸۹ به مناسبت هفته دفاع مقدس ساخته شد و اول مهر همان سال در هفت قسمت از شبکه یک سیما پخش شد.

## داستان
داستان این سریال در مورد جاسوسانی است که می‌خواهند مانع پرتاب ماهواره امید از طرف ایران شوند.

## فیلمبرداری
این سریال در شهر تهران، رامسر و قسمت‌هایی از آن در لبنان تصویربرداری شده‌است.